# بنور پاشایان
بنور پاشایان (به ارمنی: Բենուր Փաշայան؛ زادهٔ ۱۳ فوریهٔ ۱۹۵۹ – درگذشتهٔ ۱۳ دسامبر ۲۰۱۹) کشتی‌گیر اهل ارمنستان بود که در دستهٔ ۵۲ کیلوگرم کشتی فرنگی قهرمان دو دورهٔ مسابقات قهرمانی کشتی جهان در سال‌های ۱۹۸۲ و ۱۹۸۳ و نیز قهرمان دو دورهٔ مسابقات قهرمانی کشتی اروپا در سال های ۱۹۸۱ و ۱۹۸۲ است.